# Liste der österreichischen Botschafter in Kuba

## Geschichte
1895 war Johann Friedrich Berndes (* Bahia) österreichisch-ungarischer Generalkonsul in Havanna. In den 1950er und 1960er Jahren waren die Botschafter in Mexiko-Stadt jeweils auch bei den Regierungen in Havanna mitakkreditiert. Die österreichische Botschaft in Havanna wurde 1978 mit Peter Hohenfellner als Leiter der Mission eröffnet.

## Liste der Botschafter
| Ernennung/Akkreditierung | Name                | Bemerkungen | ernannt von       | akkreditiert während der Regierung von | Posten verlassen |
| ------------------------ | ------------------- | --- | ----------------- | -------------------------------------- | ---------------- |
| 1978                     | Peter Hohenfellner  | 1982 bis 1984 Botschafter in Beirut; 1987: Vertreter bei der UN-Sicherheitsrat; 1991–1992 Vorsitzender des UN-Sicherheitsrates. | Bruno Kreisky     | Fidel Castro                           | März 1981        |
| 1982                     | Elmar Gamper        | | Bruno Kreisky     | Fidel Castro                           | 1985             |
| 1987                     | Christoph Parisini  | (* 16. Februar 1939) | Fred Sinowatz     | Fidel Castro                           | 1990             |
| 1994                     | Yuri Standenat      | | Franz Vranitzky   | Fidel Castro                           | 1999             |
| 2000                     | Helga Konrad        | | Wolfgang Schüssel | Fidel Castro                           | 2005             |
| 2006                     | Johannes Skriwan    | | Wolfgang Schüssel | Fidel Castro                           | 2010             |
| 2010                     | Andreas Rendl       | (* 1964) | Werner Faymann    | Raúl Castro                            | 2014             |
| 2014                     | Gerlinde Paschinger | | Werner Faymann    | Raúl Castro                            | 2014             |
| 2018                     | Stefan Weidinger    | (* 1957) | Sebastian Kurz    | Raúl Castro                            |                  |